# Music from the Motion Picture: Into the Wild
Music for the Motion Picture: Into the Wild è l'album di debutto come solista di Eddie Vedder ed è la colonna sonora del film Into the Wild - Nelle terre selvagge.
La colonna sonora ha debuttato all'undicesimo posto della Billboard 200, vendendo 39 000 copie nella prima settimana e circa 205 000 copie fino all'inizio di gennaio.

## Descrizione
Eddie Vedder fu ingaggiato dal regista del film, Sean Penn, per la realizzazione della relativa colonna sonora, mentre Michael Brook era incaricato delle sole musiche. La cover della canzone Hard Sun, scritta originariamente da Gordon Peterson con lo pseudonimo di Indio e contenuta nell'album Harvest, contiene i cori di Corin Tucker del gruppo femminile Sleater-Kinney e si trova affiancata da un buon numero di ballate folk. Vedder, inoltre, ha collaborato con Jerry Hannan per la canzone Society scritta da quest'ultimo.

## Premi e riconoscimenti
Guaranteed è stata candidata come miglior colonna sonora ai Grammy Award del 2008. Eddie Vedder è stato candidato anche a due Golden Globe, di cui uno per la canzone Guaranteed, che si è aggiudicato, e l'altro per l'intera colonna sonora.

## Tracce
Tutte le canzoni sono state scritte da Eddie Vedder, eccetto dove indicato.
1. Setting Forth – 1:36
2. No Ceiling – 1:36
3. Far Behind – 2:15
4. Rise – 2:36
5. Long Nights – 2:31
6. Tuolumne – 1:00
7. Hard Sun (Indio) – 5:22
8. Society (Jerry Hannan) – 3:56
9. The Wolf – 1:32
10. End of the Road – 3:20
11. Guaranteed – 7:20
  - Dopo due minuti dalla fine di Guaranteed (2:40 - 4:40), parte una traccia fantasma che riprende il tema del brano Guaranteed (4:40 - 7:20).

### iTunes bonus tracks
1. No More – 3:38
2. Photographs – 1:00
3. Here's to the State (Live at VH1 Storytellers) (Phil Ochs) – 5:52
4. No More (Live In Nijmegen) – 4:32

## Formazione
- Eddie Vedder - tutti gli strumenti, produzione, missaggio, concept dell'album (con lo pseudonimo di Jerome Turner), layout e design
- Corin Tucker - cori in Hard Sun
- Jerry Hannan - chitarra e cori in Society
- Adam Kasper - produzione, registrazione, missaggio
- John Burton - tecnico del suono
- Sam Hofstedt - tecnico del suono
- Bob Ludwig - masterizzazione
- George Webb III - tecnico della strumentazione
- Mike Kutchman - assistenza
- Brad Klausen - layout e design
- Sato Masuzawa - aiutante artistico
- Chuck Zlotrick - immagini del posto e foto di Emile Hirsch
- Francois Duhamel - immagini del posto e foto di Emile Hirsch
- Anton Corbijn - copertina posteriore e foto di Eddie Vedder

## Classifiche
| Classifica (2007)        | Posizione massima |
| ------------------------ | ----------------- |
| Australia                | 39                |
| Belgio (Fiandre)         | 40                |
| Belgio (Vallonia)        | 74                |
| Francia                  | 31                |
| Germania                 | 68                |
| Italia                   | 6                 |
| Nuova Zelanda            | 34                |
| Paesi Bassi              | 30                |
| Portogallo               | 17                |
| Spagna                   | 89                |
| Stati Uniti              | 11                |
| Stati Uniti (soundtrack) | 2                 |
| Svizzera                 | 28                |